# 볼테라
볼테라(이탈리아어: Volterra)는 이탈리아 토스카나주에 위치한 성벽으로 둘러싸인 산악 마을이다. 볼테라의 역사는 기원전 8세기 이전으로 거슬러 올라가며 에트루리아, 로마, 중세 시대의 상당한 구조물들이 남아 있다.

## 역사

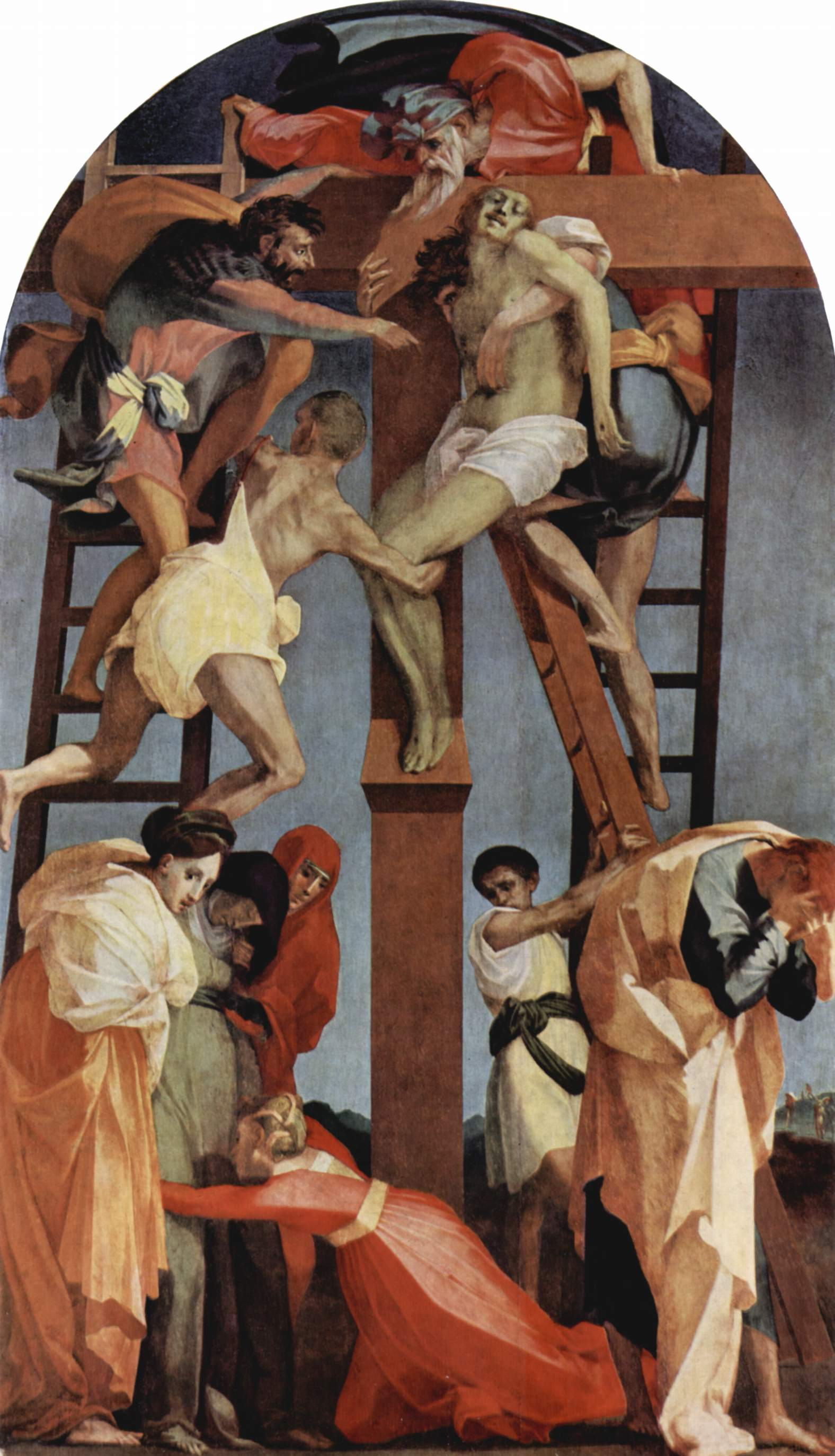
로소 피오렌티노의 '십자가 하강'. (1521년. 목재에 그린 유화. 375 × 196 cm. 볼테라 시립 미술관 소장).

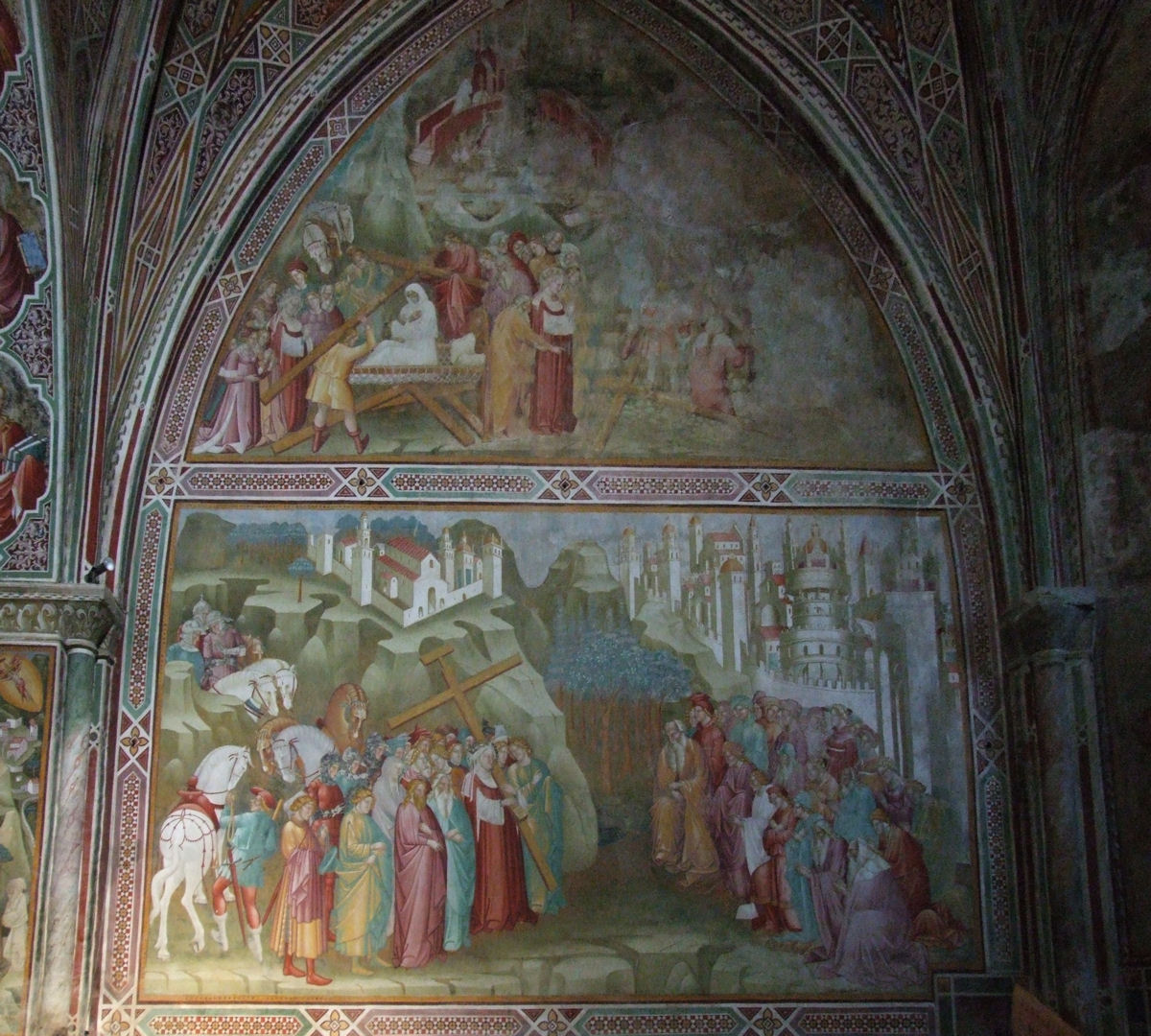
산 프란체스코 교회의 프레스코화

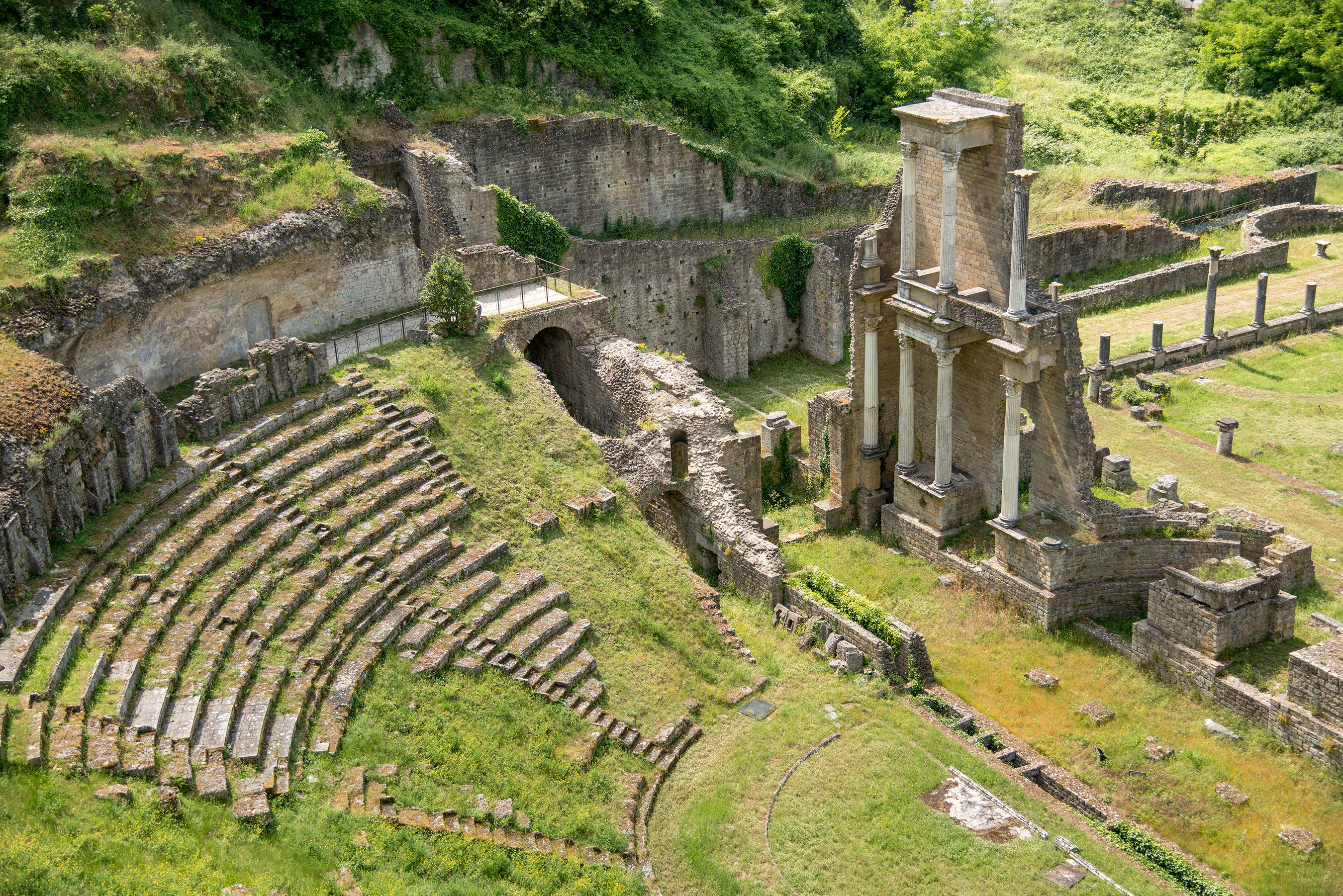
로마 시대 극장

고대 에트루리아인들에게는 '벨라트리(Velathri)' 또는 '블라트리'(Vlathri) 그리고 로마인들에게는 '볼라테라이'(Volaterrae),라고 알려진 볼테라는 이탈리아 토스카나 지역에 위치한 도시 및 코무네이다. 이곳은 원시 빌라노바 문화권의 청동기 시대 취락이자, 열두 개 도시들로 이뤄진 에트루리아 동맹 중 하나이던 중요 에트루리아 중심지 (에트루리아어로 'Velàthre', 'Velathri' 또는 'Felathri', 라틴어로 'Volaterrae')이었다.
이 지역은 최소한 기원전 8세기가 지날 끝날 무렵부터는 사람들이 도시를 이루며 지속적으로 살았던 것으로 여겨진다. 기원전 3세기가 말에 로마와 동맹을 맺은 무니키피움이 되었다. 볼테라는 5세기에 주교 상주 지역이었고, 이곳의 주교들의 권력은 12세기에 인정되었다.
주교들의 세력 약화와 이 지역에서 명반이 발견됨에 따라, 볼테라는 피렌체 공화국의 관심지가 되어, 피렌체의 군대가 볼테라를 정복하였다. 피렌체의 통치가 항상 좋은 것은 아니었고, 이에 대한 반대가 종종 반란으로 이어졌다. 이 반란은 피렌체에 의해 진압되었다.
피렌체 공화국이 1530년에 멸망하면서, 볼테라는 메디치 가문의 소유가 되었고 이후 토스카나 대공국의 역사를 따르게 된다. 1472년에 명반 전쟁이라 불리던 볼테라와 피렌체 사이 전쟁 기간 중 몬테펠트로 공작과 그의 군대가 볼테라를 약탈하면서 종전이 이루어졌는데, 이로 인해 많은 부유한 가문들의 이주와 이들 재산의 전용이 이뤄졌다.

## 문화
볼테라에서 해마다 열리는 주요 행사들에는 다음이 있다
- 볼테라 구스토(Volterra gusto)[17]
- 볼테라 아르테(Volterra arte)
- 볼테라 테아트로(Volterra teatro)[18]

## 관광지
- 볼테라의 로마 극장: 기원전 1세기의 것으로, 1950년대에 발굴됨[19][20]
- 로마 시대 원형 극장: 2015년에 발견되어 그 이후로 발굴이 진행 중이다[21][22]
- 프리오리 광장: 볼테라의 주 광장으로, 중세 토스카나 도시 광장의 뛰어난 전형이다[23][24][25]
- 프리오리 궁전: 프리오리 광장에 위치한 시청이며, 1208년에 건설이 시작되어 1257년에 완공됐다[26][27][28]
- 미누키솔라니 궁전의 볼테라 시립 미술관:[29][30] 1905년에 설립된,[31][32] 이곳은 14세기에서 17세기 사이 토스카나 예술가들의 작품들로 주로 이뤄져 있다.[33] 로소 피오렌티노의 '십자가 강하'가 소장 중이다.[34][35]
- 에트루리아 시대의 아크로폴리스 및 로마 시대 수조: 언덕 정상 부근의 아크로폴리스는 기원전 8세기로 추정하며, 수조는 기원전 1세기의 것이다.[36]
- 볼테라 대성당: 지진을 겪은 뒤 13세기에 증축되었다. 미노 다 피에솔레의 성합과 천사 조각상들, 저명한 목재 조각인 '십자가 강하'(1228년작), 로마네스크 양식의 조각 및 성례 예배당, 산티 디 티토, 조반니 달두키, 아고스티노 베라치니 등의 그림 등을 소장하고 있다. 궁륭 중앙부에는 니콜로 키르키냐니의 '영원하신 아버지'의 조각들이 있다. 또 다른 유명한 것들에는 아돌라타 예배당, 안드레아 델라 로비아의 테라코타들, 베노초 고촐리의 프레스크화 '말을 탄 마기' 등이 있다. 예수의 성명으로 봉헌된 인접한 예배당 내에는 시에나의 베르나르디노가 그렸다고 하는 그리스도의 모노그램이 있는 테이블이 있다. 작사각형 형태의 종탑은 1493년의 것이다.
- 산 조반니 볼테라 예배당: 13세기 중반에 지어졌다.
- 메디체아 요새 (메디치 요새)[37]: 1470년대에 지어졌으며,[38] 현재는 감옥으로 사용하고 있으며[39] 유명한 식당인 메디체아 요새 레스토랑가 입점해 있다.[40][41][42]
- 구아르나치 에트루리아 박물관:[43][44] 헬레니즘과 고졸기 시대 때로 거슬러 올라가는 수천 점의 장례용 항아리 소장.[45][46] 주요 유물에는 청동상 '옴브라 델라 세라' (밤의 그림자),[47] 에트루리아 한 쌍을 테라코타로 만든 '우르나 델리 스포시'(Urna degli Sposi, 배우자들의 항아리) 등이 있다.[48][49][50][51]
- 에트루리아 시대의 볼테라 성벽: 보존 상태가 좋은 볼테라 성벽 (기원전 3세기-2세기),[52][53]과 포르타 디아나 문을 포함.[54][55]
- 메디치 가문의 스페달레토 저택: 도시 외곽, 라야티코 방향에 위치[56]
- 발레 보나(Valle Bona) 지역의 에트루리아 무덤 발굴지.
- 볼테라 정신병원: 1888년에 세워져 1978년까지 운영되었다.[57]

## 교통
볼테라는 살리네디볼테라에 '볼테라 살리네 - 포마란체'라고 불리는 체치나-볼테라 철도를 지나는 역이 있다.

## 유명 인물
- 페르시우스 (34년–62년): 로마 시대 풍자 작가
- 교황 리노: '교황 연대표'에 따르면, 볼테라 출생이자, 베드로의 후계자라고 한다.[60]
- 루키우스 페트로니우스 타우루스 볼루시아누스: 서기 261년 갈리에누스 황제와 함께 집정관을 수행했고, 서기 267년-268년에는 프라이펙투스 우르비를 맡았다
- 메슐람 다 볼테라 (1508년 사망): 이탈리아계 유대인 사업가로 이스라엘땅과 그 주변 유대인 공동체를 방문했다. 그의 저서들은 오스만 시대 유대인들에 대한 간결하면서 중요한 내용들을 제공한다.
- 다니엘레 다 볼테라 (1509년–1566년): 매너리즘화파 화가
- 시인 야코포 다 레오나는 13세기 볼테라의 판사였다.
- 볼테라의 마페이 가문은 교황 비서관 게라르도 마페이와 그의 세 아들들을 배출해냈으며, 그 중 첫째는 1478년 메디치가를 상대로 일어난 파치 음모 사건 당시 주동자 중 한 명이던 안토니오 마페이이고 둘째는 '볼테라노'라고 불리며 쿠리아에서 활동하기도 했던 인본주의자 라파엘로 마페이, 셋째는 학자이며 동시에 아버지의 뒤를 이어 쿠리아에서 활동한 마리오 마페이이다.
- 주세페 베시 (1857년–1922년): 조각가
- 에밀리오 피아스키 (1858년–1941년): 조각가

## 대중 문화에서
- 볼테라는 토머스 배빙턴 매콜리의 시 '호라티우스'에서 등장한다.[61][62]
- 볼테라는 스테파니 메이어의 '트와일라잇' 시리즈에서 중요 장소이다. 책 내용에서, 볼테라는 전세계 뱀파이어들의 지배자들로서 핵심적 역할을 하는, 부유하며, 장엄하고 강력한 고대 뱀파이어 씨족 볼투리 가의 본거지이다 (그렇지만 실사화 영화 속 관련 장면들은 몬테풀차노에서 촬영됨.)
- 볼테라는 루키노 비스콘티의 1965년 영화 '희미한 곰별자리'에서 등장한다.[63]
- 볼테라의 주변 풍경은 소리 후미히코가 감독한 2017년 영화 강철의 연금술사에서 센트럴 시티로 사용된다.

## 자매 도시
볼테라는 다음의 도시들과 자매 결연을 맺고 있다:
- 프랑스 망드
- 독일 분지델
- 폴란드 산도미에시

## 참고 문헌
- Bell, Sinclair and Alexandra A. Carpino, eds. (2016) A Companion to the Etruscans. Blackwell Companions to the Ancient World. Chichester: John Wiley & Sons.
- Haynes, Sybille (2000) Etruscan civilization: A cultural history. Los Angeles: J. Paul Getty Museum.
- Pallottino, Massimo (1978) The Etruscans. Bloomington: Indiana University Press.
- Sprenger, Maia, and Bartoloni, Gilda (1983) The Etruscans: Their history, art and architecture. Translated by Robert E. Wolf. New York: Harry N. Abrams.
- Turfa, Jean MacIntosh, ed. (2013) The Etruscan World. Routledge Worlds. Abingdon, UK: Routledge.